# Sovjetrepubliek Koeban-Zwarte Zee
De  Sovjetrepubliek Koeban-Zwarte Zee (Russisch: Кубано-Черноморск Советская Республика) was een autonome republiek in de RSFSR. De republiek bestond van 30 mei 1918 tot 6 juli 1918. De republiek ontstond uit de Sovjetrepubliek Koeban en de Sovjetrepubliek Zwarte Zee. De republiek ging samen met de Sovjetrepubliek Stavropol en de Sovjetrepubliek Terek op in de Sovjetrepubliek Noord-Kaukasus. De hoofdstad was Krasnodar